# Dãy núi Nuba

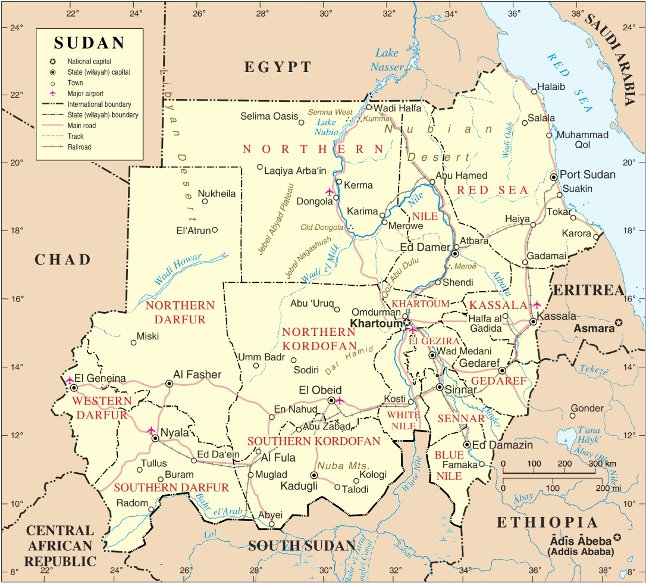
Bản đồ Sudan (sau năm 2011). Dãy núi Nuba nằm ở Nam Kordofan

Dãy núi Nuba hay dãy đồi Nuba (جبال النوبة), là một vùng nằm ở Nam Kordofan, Sudan. Đây là nơi sinh sống của những dân tộc bản địa gọi chung là các dân tộc Nuba. Thời Trung cổ, dãy núi Nuba có lẽ thuộc về vương quốc Alodia (Alwa) của người Nubia.. Vào thế kỷ XVIII, dãy núi Nuba trở thành một phần của vương quốc Taqali, cho tới khi Mahdi Muhammad Ahmad chiếm được vương quốc. Sau khi người Anh thắng trận trước Mahdi, Taqali trở thành một thuộc quốc. Sự xâm nhập của bộ lạc Messiria của người Arab Baggara có ảnh hưởng đến các xung đột hiện nay.

## Địa lý
Vùng đồi núi này rộng 64 km, dài 145 km (40X90 dặm), và cao hơn 450-900 mét so với vùng đồng bằng chung quanh. Dãy núi này có diện tích chừng 48.000 km² (19.000 dặm vuông). Nơi đây có khí hậu nhiệt đới nóng bán khô cằn, với lượng mưa 300–800 mm mỗi năm, song vẫn xanh tươi nếu so với vùng lân cận. Hầu như chẳng có đường sá trong dãy núi Nuba; hầu hết làng mạc nối với nhau bằng đường mòn mà phương tiện hiện đại không thể chạy qua. Mùa mưa là từ giữa tháng 5 đến giữa tháng 10, cho phép phát triển chăn thả gia súc gặm cỏ và nông nghiệp theo mùa vụ nhờ mưa.